# All I Have (bài hát)
"All I Have" (tiếng Việt: Những gì mà em có) là ca khúc của ca sĩ người Mỹ Jennifer Lopez cùng nghệ sĩ rap LL Cool J. Ca khúc được viết bởi Lopez, Makeba Riddick, Curtis Richardson, và Ron G và được sản xuất bởi Cory Rooney, Ron G, và Dave McPherson, ca khúc được phát hành vào đầu năm 2003 và trở thành đĩa đơn thứ hai trích từ album phòng thu thứ ba của cô mang tên This Is Me... Then (2002). Ca khúc vươn lên vị trí số 1 tại Mĩ và New Zealand, và đứng vững trong top 5 và 10 trong bảng xếp hạng của một vài nước khác. Sau thành công của ca khúc, LL Cool J đã đưa ca khúc vào bản phát hành lại của album 10 của mình. 

## Thông tin bên lề
Ca khúc được sáng tác dựa trên giai điệu của bài hát của Debra Laws - "Very Special", được viết bởi Lisa Peters và William Jeffrey. Ca khúc này trước đó đã được lấy tên là "I'm Good" nhưng vì sợ trùng lặp với ca khúc I'm Real nên Lopez đã đổi thành "All I Have".

## Các đánh giá chuyên môn
Tom Sinclair từ Entertainment Weekly khen ngợi "Cảm xúc thật tuyệt vời khi LL Cool J kết hợp trong All I Have". Sal Cinquemani của Slant Magazine nói rằng "Lopez và LL Cool J đã đánh bật Very Special của Debra và Ronnie Laws".

## Video ca nhạc
Video cho ca khúc được quay ở Thành phố New York vào tháng 11 năm 2002 và được phát hành vào tháng 1 năm 2003. Video xoay quanh về nội dung Lopez và LL là một đôi tình nhân và giờ đã chia tay. Hai người nhớ lại đến những kỉ niệm đẹp và xấu trong ngày lễ Giáng sinh trước đó. Sau đó, Lopez để lại cho LL một món quà khi anh đi vắng. Cô gói hết đồ đạc và đi trong một cơn mưa tuyết và được bạn bè giúp đỡ. LL khi về đến nhà, anh mở món quá ra thì thấy chiếc chìa khóa mà anh đã tặng cho cô để làm kỉ niệm. Anh vội ném chiếc chìa khóa vào lò sưởi và video kết thúc.
Video đã được quay trước lễ Tạ ơn, nhưng lại không được trình chiếu sau đó mà đúng vào ngày Giáng sinh.

## Diễn biến trên bảng xếp hạng
Trên bảng Billboard Hot 100, "All I Have" mở đầu với vị trí 25 vào tuần cuối cùng năm 2002 vào ngày 28 tháng 12 và nhanh chóng trở thành ca khúc thành công nhất của năm. Đãi đơn bắt đầu thịnh hành vào mùa Xuân năm 2004, vươn lên top 10 trong 12 tuần lễ liên tiếp, 9 tuần trong top 30 và 21 tuần trong top 50. Ngoài ra, ca khúc còn đứng vững trong top 5 ở Úc, Netherlands, Switzerland, Anh và trong top 10 ở Canada và Ireland.

## Vụ kiện của Debra Laws
Vào tháng 3 năm 2003, Debra Laws đã kiện hãng Sony Music Entertainment/Epic Records tại Hoa Kỳ, khi cho rằng họ đã dùng "Very Special" khi không có sự đồng ý của cô (người đã đưa họ sample của ca khúc không phải là Debra mà là người sáng tác của hãng Elektra Entertainment Group). Vào tháng 11 năm 2003, thẩm phán Lourdes Baird đã phán rằng hãng Sony Music đã vi phạm bản quyền của ca khúc ở Mục 301 của Bộ luật Hoa Kỳ.

## Bảng xếp hạng
| Bảng xếp hạng (2003)                     | Vị trí |
| ---------------------------------------- | ------ |
| Úc (ARIA)                                | 2      |
| Áo (Ö3 Austria Top 40)                   | 38     |
| Bỉ (Ultratop 50 Flanders)                | 18     |
| Bỉ (Ultratop 50 Wallonia)                | 16     |
| Canada (Canadian Hot 100)                | 17     |
| Châu Âu Hot 100 Singles (Billboard)      | 4      |
| Pháp (SNEP)                              | 29     |
| Đức (GfK)                                | 19     |
| Ireland (IRMA)                           | 18     |
| Ý (FIMI)                                 | 13     |
| Hà Lan (Dutch Top 40)                    | 3      |
| New Zealand (Recorded Music NZ)          | 1      |
| Thụy Điển (Sverigetopplistan)            | 15     |
| Thụy Sĩ (Schweizer Hitparade)            | 4      |
| Hoa Kỳ Billboard Hot 100                 | 1      |
| Hoa Kỳ Hot R&B/Hip-Hop Songs (Billboard) | 4      |

| Quốc gia    | Chứng nhận |
| ----------- | ---------- |
| Australia   | Bạch kim   |
| New Zealand | Vàng       |